# 光岡Le-Seyde
Le-Seyde（ラ・セード）為光岡汽車所推出的仿古典豪華作品車輛。車輛設計以Mercedes-Benz 500K為藍本。

## 車輛歷史

### 車名語源
生活、第二、夢想（Life、Second、Dream）。第二人生，追求貪得無厭的夢想，一邊嚐自由，一邊歌頌的人生。人生＝Life、第二的夢想＝Second Dream，從簡短的大寫字母語意，賦予新創的詞彙。 

### 歷代車輛

#### Le-Seyde（1990年－2000年）
1990年5月，原創車輛「Le-Seyde」（ラ・セード）發表。限量販售500台（四天內，全部預售完畢）。車輛以Nissan Silvia S13型（CA18DE）為基礎，車身前後的車體鈑件曲線部份設計變更，充份彰顯復古優雅主義。
2000年12月，停止生產。

#### New Le-Seyde（2000年－2004年）
2000年11月，原創車輛「New Le-Seyde」（新型ラ・セード）發表。限量販售100台。車輛以Nissan Silvia S15型（SR20DE）為基礎，車身前後的車體鈑件曲線部份設計變更，充份彰顯復古優雅主義。
2004年4月，停止生產。

### 概念車型

#### Le-Seyde Convertible
2001年10月27日，第35屆「東京車展」會場裏，初次現身。展示以「New Le-Seyde」為基礎，重新修改的概念車型「Le-Seyde Convertible」（ラ・セード・コンバーチブル）。
- 動力系統：使用Nissan Silvia S15型的動力系統。
- 底盤基礎：使用Nissan Silvia S15型的底盤基礎，外觀上覆加自製車身。
- 車體尺寸：長5260×寬1880×高1285mm，軸距3425mm。

## 車輛諸元

### Le-Seyde
- 引擎（Engine）：CA18DE/1809cc/Single-4/DOHC
- 最高馬力（Maximmum Power）：99kw(135ps)/6400rpm
- 最大扭力（Maximum Torque）：158.9N.m(16.2kg.m)/5200rpm
- 變速系統（Transmission）：4AT
- 傳動型式（Drive system）：FR
- 懸吊系統（Suspension）：？
- 煞車系統（Brakes）：四輪碟煞
- 車長（Overall Length）：5100mm
- 車寬（Overall Width）：1870mm
- 車高（Overall High）：1280mm
- 軸距（Wheel Base）：3375mm
- 車身最低點（Minimum-graound clearance）：？mm
- 車身重量（Vehicle weight）：？kg
- 輪胎尺寸（Tyre）：195/65-R15-91S
- 車輛售價（Price）：￥

### New Le-Seyde
- 引擎（Engine）：SR20DE/1998cc/Single-4/DOHC
- 最高馬力（Maximmum Power）：118kw(160ps)/6400rpm
- 最大扭力（Maximum Torque）：188N.m(19.2kg.m)/4800rpm
- 變速系統（Transmission）：4AT
- 傳動型式（Drive system）：FR
- 懸吊系統（Suspension）：？
- 煞車系統（Brakes）：四輪碟煞
- 車長（Overall Length）：5230mm
- 車寬（Overall Width）：1880mm
- 車高（Overall High）：1270mm
- 軸距（Wheel Base）：3425mm
- 車身最低點（Minimum-graound clearance）：？mm
- 車身重量（Vehicle weight）：1352kg
- 輪胎尺寸（Tyre）：195/65-R15-91S
- 車輛售價（Price）：￥5,250,000（A）／5,350,000（B）／5,512,500（A）／5,617,500（B）

## 相關車輛

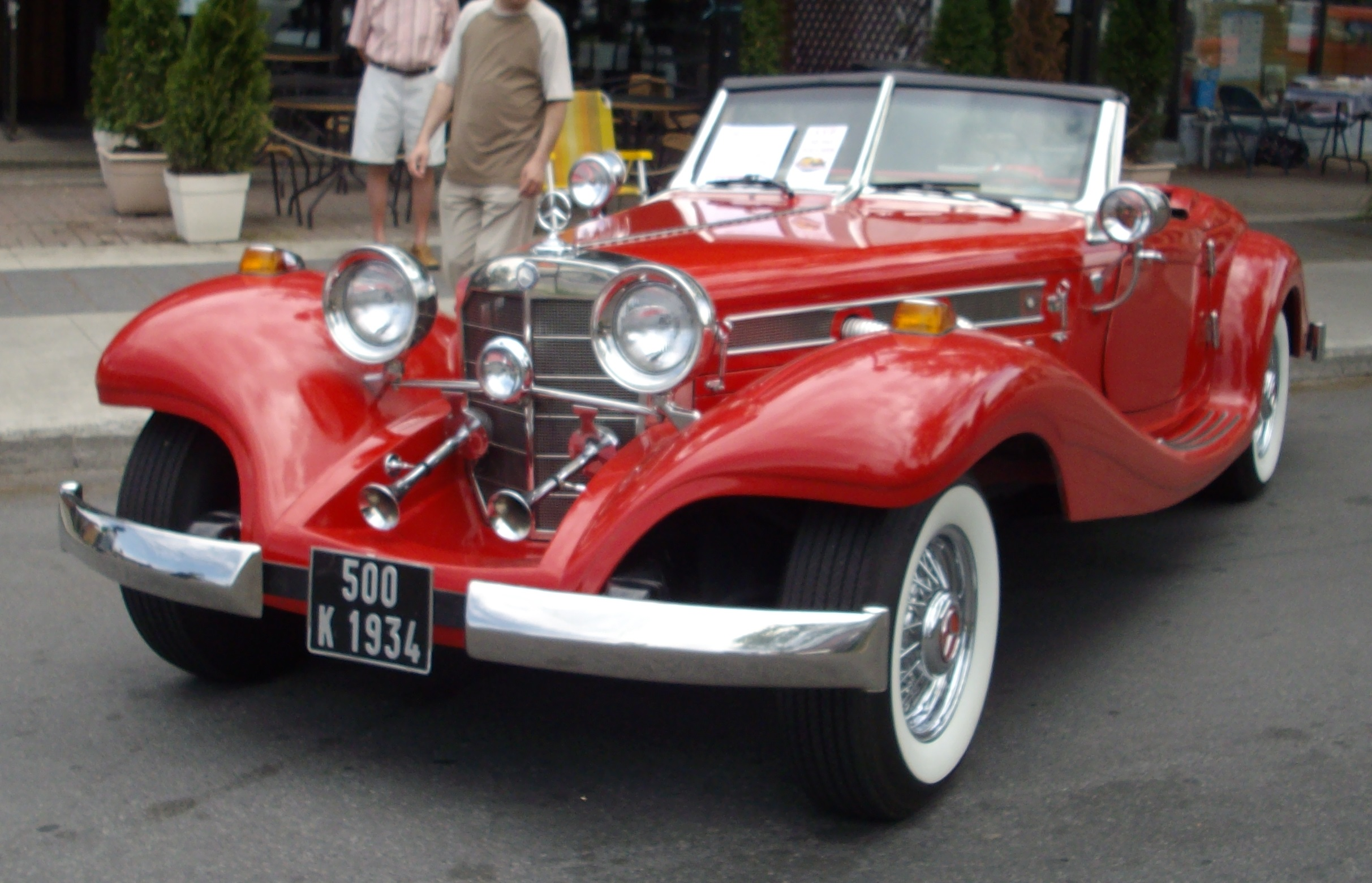
1934年，Mercedes-Benz 500K

### 原創車廠
1934年，Mercedes-Benz車廠所推出的500K車輛，為原創經典。
- Mercedes-Benz 500K（1934年—1936年）

## 備註
1. ↑  古香古色顯豪華 光岡LE-SEYDE復古登場 （页面存档备份，存于），〈新浪網〉
2. ↑  光岡汽車設計師松井茂樹：改裝車的前景光明 （页面存档备份，存于），〈大洋網〉

## 外部連結
- 光岡自動車* （页面存档备份，存于）